# Jan Cedrowski
Jan Cedrowski herbu Odrowąż (ur. 3 marca 1617 – zm. po 1682) – polski pamiętnikarz, podczaszy nowogródzki.
Cedrowski był kalwinistą. Przebywał na dworze Radziwiłłów, z którym odbywał podróże do Europy Zachodniej (odwiedził m.in. Amsterdam, Paryż, Londyn). 
Poseł sejmiku mińskiego na sejm nadzwyczajny 1654 roku, sejm nadzwyczajny abdykacyjny 1668 roku.
Jest autorem pamiętnika, nad którym prace rozpoczął w 1673. Początkowo opisał wydarzenia od roku swoich urodzin (1617) do 1673. Później uzupełnił je wiadomościami do roku 1682. Zapisy Cedrowskiego mają formę rzeczowych i suchych informacji, zbliżając się do raptularza zbierającego informacje rodzinne.
Był elektorem Jana III Sobieskiego.